# Almoctafi
Abu Maomé Ali ibne Amade (em árabe: أبو محمد علي بن أحمد; romaniz.: Abū Muḥammad ʿAlī ibn Aḥmad; literalmente "Abu Maomé Ali, filho de Amade" ; 877/878 - Bagdá, 13 de agosto de 908), melhor lembrado pelo nome real Almoctafi Bilá (em árabe: المكتفي بالله‎; romaniz.: al-Muktafī bi-llāh; lit. "Apenas contente com Deus" ), foi califa do Califado Abássida de 902 a 908. Era filho da escrava turca Chicheque e de Almutadide (r. 892–902). Nasceu num período de crescente enfraquecimento do poder do Califado Abássida após anos de guerra civil (a Anarquia em Samarra) e presenciou as tentativas de seu avô Almutâmide (r. 870–892) e seu pai para restaurarem a autoridade califal. Ao assumir, adotou uma postura mais liberal e sedentária em relação ao militarístico Almutadide e essencialmente continuou as políticas dele, embora boa parte da condução do governo foi deixada com seus vizires e oficiais.
Seu reinado viu a derrota dos carmatas no deserto da Síria e a reincorporação do Egito e partes da Síria pelo Reino Tulúnida. A guerra com o Império Bizantino continuou com sucessos alternados, embora os árabes conseguiram importante vitória no Saque de Salonica de 904. Sua morte em 908 abriu o caminho à instalação do governante fraco Almoctadir pela burocracia palaciana, e iniciou o declínio terminal do Califado Abássida.

## Vida

### Primeiros anos

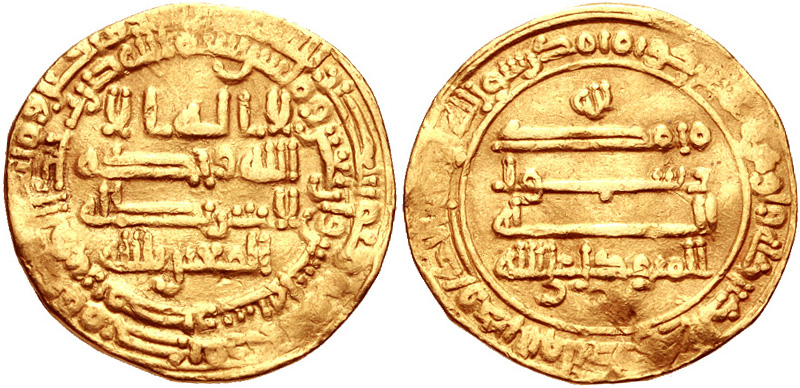
Dinar de Mutavaquil r.

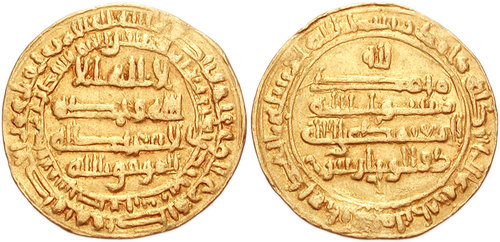
Dinar de Almutâmide r. com os nomes de Almuafaque e o vizir Saíde

Abu Maomé Ali nasceu em 877/878, filho de Amade ibne Talha, o futuro califa Almutadide (r. 892–902), com a escrava turca chamada Chicheque ("flor"; Jijaque em árabe). À época de seu nascimento, o Califado Abássida ainda estava se recuperando da guerra civil decenal conhecida como "Anarquia em Samarra", que iniciou com o assassínio de Mutavaquil (r. 847–861) por soldados insatisfeitos e acabou com a ascensão de Almutâmide (r. 870–892), mas o poder ficou com seu irmão, Almuafaque, o avô paterno de Ali. Almuafaque desfrutava da lealdade dos militares e em 877 havia se estabelecido como o governante de fato do Estado.
A autoridade califal nas províncias entrou em colapso durante a "Anarquia em Samarra", com o resultado de que, na década de 870, o governo central havia perdido o controle efetivo sobre a maioria dos o califado fora da região metropolitana do Iraque. No oeste, o Egito caiu sob o controle de Amade ibne Tulune, que também disputou o controle da Síria com Almuafaque, enquanto o Coração e a maior parte do leste islâmico foram dominados pelo Império Safárida, que substituiu o Estado cliente leal, o Império Taírida. A maior parte da Arábia também foi perdida aos potentados locais, enquanto o Tabaristão para uma dinastia radical xiita zaidita. No Iraque, a rebelião dos escravos zanjes ameaçou Bagdá e obrigou Almuafaque e Almutadide a dedicarem anos de árdua campanha antes de finalmente os subjugarem em 893.
Após sua ascensão, Almutadide continuou as políticas do pai e restaurou a autoridade do califado na Mesopotâmia Superior (Jazira), norte da Síria e partes do oeste do Irã. Estabeleceu administração eficaz, mas campanhas incessantes e a necessidade de manter os soldados satisfeitos significava que ela era quase totalmente voltada ao fornecimento dos fundos necessários para manter o exército. Apesar disso, Almutadide conseguiu acumular excedente significativo em seu reinado de dez anos. Ao mesmo tempo, a burocracia cresceu no poder junto com um crescente faccionalismo, com dois "clãs" rivais emergentes, os Banu Alfurate e Banu Aljarrá. Os dois grupos representavam facções distintas na luta por ofícios e poder, mas também há indícios de diferenças "ideológicas": muitas das famílias Banu Aljarrá eram oriundas de famílias nestorianas convertidas e empregavam cristãos na burocracia, além de manter laços mais estreitos com os militares, enquanto o Banu Alfurate tentaram impor firme controle civil do exército e (não muito abertamente) o favoreciam o xiismo.

### Califado

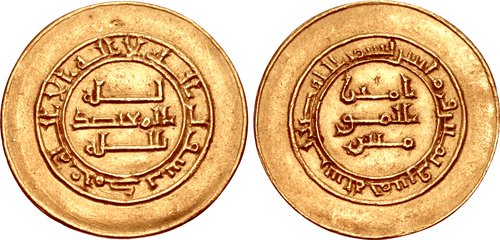
Dinar de Almutadide r.

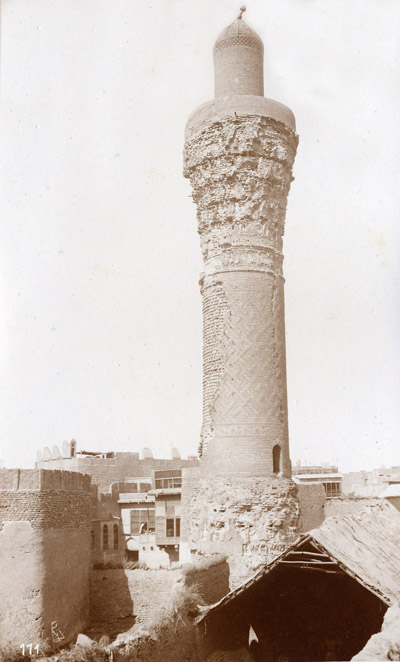
Minarete da mesquita palaciana de Almoctafi no início do século XX; o minarete provavelmente data de uma reconstrução do século XI, enquanto o restante da mesquita foi destruído durante o saque de Bagdá pelo Império Mongol em 1258

Almutadide teve o cuidado de preparar Ali, seu filho mais velho e herdeiro aparente, à sucessão, nomeando-o como governador de províncias: primeiro em Rei, Caspim, Como e Hamadã, quando foram confiscadas do semiautônomo Reino Duláfida em c. 894/5, e em 899 sobre áreas da Mesopotâmia Superior e da fronteira, quando Almutadide depôs o último governador autônomo local, Maomé ibne Amade Axaibani. O futuro Almoctafi passou a residir em Raca. Quando Almutadide morreu em 5 de abril de 892, Almoctafi o sucedeu sem oposição. O vizir de seu pai, Alcacim ibne Ubaide Alá, ordenou o juramento de lealdade em seu nome e se precaveu ao prender todos os príncipes abássidas até que ele chegasse de Raca em Bagdá (20 de abril).

#### Caráter e governo
O novo califa tinha 25 anos. O historiador Tabari, que viveu à época, descreve-o como "de tamanho médio, bonito, pele delicada, com [cabeça cheia de] cabelos bonitos e barba luxuosa". Herdou o amor de seu pai pelos edifícios. Concluiu o terceiro projeto do palácio de Almutadide, o Palácio Taje ("Coroa"), em Bagdá, para o qual reutilizou tijolos do palácio dos xás sassânidas em Ctesifonte. Entre seus inúmeros edifícios, havia uma torre semicircular, conhecida como "Cúpula do Burro" (Hubate Alimar) na qual o califa podia subir ao topo para montar num burro, e dali contemplar a paisagem circundante. No local das prisões do palácio de seu pai, também adicionou uma mesquita da sexta-feira ao palácio, a Jami Alcácer ("Mesquita do Palácio"), agora conhecida como Jami Alculafa. Também imitou seu pai com avareza e parcimônia, o que lhe permitiu deixar, apesar de um breve reinado com guerra quase contínua, excedente considerável. [a] Assim, em maio de 903, Almoctafi deixou Bagdá e foi à antiga capital de Samarra, com a intenção de mudar a capital; mas foi rapidamente dissuadido pelo alto custo que sua reconstrução acarretaria. Sua natureza descontraída, por outro lado, era a antítese do pai, famoso por sua extrema severidade e pelos castigos cruéis e imaginativos que infligia, e se tornou popular quando, logo após ascender, destruiu as prisões subterrâneas do pai e deu o local ao povo, libertou prisioneiros e devolveu terras confiscadas pelo governo. 
Porém, não era tão firme quanto seu pai, e era facilmente influenciado pelos oficiais da corte. O início de seu califado foi dominado pelo vizir Alcacim ibne Ubaide Alá que além de capaz era ambicioso; havia planejado assassinar Almutadide pouco antes da morte do último, e agora eliminava sem piedade quaisquer rivais por influência sobre o novo califa.  Assim, Alcacim ordenou a execução do imperador safárida preso, Anre ibne Alaite, quando Almoctafi, logo após sua chegada a Bagdá, perguntou por seu bem-estar e indicou que queria tratá-lo bem. Pouco depois, conseguiu desacreditar o leal comandante-em-chefe de Almutadide, Badre Almutadidi, que foi forçado a fugir de Bagdá, mas se rendeu após ter sido prometido um perdão pelos agentes do vizir, apenas para ser executado em 14 de agosto. Alguns dias depois, Alcacim ordenou a prisão do tio do califa, Abde Aluaide, filho de Almuafaque, de que nunca mais teve notícias; e em setembro de 903 Huceine ibne Anre Anacerani, um secretário cristão, a quem Almoctafi favoreceu inicialmente e que se opôs a Alcacim, foi denunciado e exilado e seus escritórios foram dados aos filhos de Alcacim, Huceine e Maomé. Alcacim chegou a ter sua filha prometida a um dos filhos de Almoctafi, e sua posição eminente no Estado foi destacada pelo recebimento, pela primeira vez no mundo islâmico, do título honorífico especial de Uáli Adaulá. Nas lutas burocráticas do período, favoreceu os Banu Aljarrá e resistiu às tendências pró-xiitas dos Banu Alfurate. O principal representante do Banu Alfurate, Alboácem Ali ibne Alfurate, só escapou da morte devido à morte do vizir em 904. Antes de sua morte, Alcacim havia indicado como seus sucessores Alabas ibne Haçane de Jarjaraia ou Ali ibne Issa Aljarrá, que recusou o cargo, e Ali ibne Alfurate logo ganhou o favor de Alabas e do califa. 
O breve reinado de Almoctafi foi dominado pela guerra, mas era diferente do pai, o "califa gazi" por excelência. Almutadide participou ativamente de campanhas, dando exemplo pessoal e permitindo a formação de laços de lealdade, reforçados pelo patrocínio, entre o governante e os soldados. Almoctafi, por outro lado, "[por] seu caráter e comportamento, [...] sendo uma figura sedentária, [não] incutiu muita lealdade, muito menos inspiração, nos soldados", segundo o historiador Michael Bonner.

Barém nos séculos IX e X

Iraque nos séculos IX e X

Síria nos séculos IX e X

#### Campanhas contra os carmatas
Os primeiros califas eram sempre ameaçados pela seita radical dos carijita que era predominante entre as populações marginalizadas "que habitavam as fronteiras entre o deserto e as [terras] semeadas" e eram hostis à autoridade central. No século IX há movimentos novos criados com base nas doutrinas xiitas, que substituíram o carijismo como o principal idioma de oposição. Imames zaiditas já haviam estabelecido dinastias independentes às margens do Califado Abássida, no Tabaristão (864) e Iêmem (897), mas na época de Almoctafi, as principais regiões do califado estavam ameaçadas pela seita radical ismailita xiita carmata. Denunciaram o islã sunita predominante por práticas que consideravam desvios dos verdadeiros ensinamentos da religião, como o haje e a adoração da Caaba, bem como a habitação nas cidades e a marginalização dos beduínos. Como resultado, conquistaram muitos adeptos entre os últimos - embora sua liderança era sobretudo de colonos urbanos - e começaram a atacar comunidades muçulmanas vizinhas. Seus esforços missionários logo se espalharam: em 899, tomaram o Barém, enquanto outra base foi estabelecida nas cercanias de Palmira. A partir daí, atacaram as províncias abássidas e tulúnidas da Síria. Em 902, derrotaram os moribundos tulúnidas e sitiaram Damasco. Apesar da cidade ter resistido ao cerco, começaram a devastar outras cidades sírias. No interim, o missionário cufano ismailita, Abu Abedalá Xii, fez contato com os berberes cotamas. Seus esforços tiveram efeito rápido e, em 902, atacaram o Emirado Aglábida da Ifríquia. Sua conquista foi concluída em 909, lançando as bases do Califado Fatímida.
Em julho de 903, Almoctafi decidiu fazer campanha pessoalmente contra os carmatas e deixou Bagdá para Raca à frente do exército. Enquanto permaneceu em Raca, o comando real foi dado ao chefe do departamento do exército (divã aljunde), Maomé ibne Solimão Alcatibe. Outras forças abássidas, sob Badre Alhamami e Huceine ibne Hamadã, também operaram contra eles, derrotando-os perto de Damasco. Em 29 de novembro de 903, perto de Hama, ibne Solimão derrotou o exército principal carmata, capturando e/ou matando seus principais líderes e dispersando suas tropas. Almoctafi voltou a Bagdá com os líderes seniores, que foram aprisionados. Ibne Solimão permaneceu em Raca para vasculhar o campo e reunir outros restantes. Então retornou a Bagdá, onde entrou em triunfo em 2 de fevereiro de 904. Onze dias depois, em 13 de fevereiro, Maomé e o saíbe da xurta (chefe de segurança) da capital, Amade ibne Maomé Uatiqui, presidiram a execução pública de líderes e simpatizantes carmatas reunidos em Cufa e Bagdá.
A vitória abássida perto de Hama não erradicou por completo os carmatas da área. Usando da ausência do governador local, Amade ibne Caigalague, que suprimiu uma revolta no Egito em 906, uma parte dos beduínos calbitas levantou-se em rebelião liderados pelo carmata Abu Ganim, que se chamava Nácer. Invadiram Haurã e Tiberíades e lançaram ataque a Damasco. Embora tenham derrotado sua guarnição, não podiam tomá-la e se mudaram para Tiberíades, que saquearam. Huceine ibne Hamadã foi enviado para persegui-los, mas se retiraram ao deserto e envenenaram os poços de água atrás deles e escaparam. Em 16 de junho de 906, atacaram Hite no Eufrates. Os generais Maomé ibne Ixaque ibne Cundajique e Munis Alcadim marcharam de Bagdá e Huceine ibne Hamadã veio do oeste, tentando cercá-los. Para escapar da situação, os beduínos mataram Nácer e receberam perdão das autoridades califais. Os carmatas restantes se partiram ao sul, para Cufa, por ordem do chefe missionário Zacarauai ibne Mirauai. Em 2 de outubro, lançaram ataque à cidade, mas, apesar de repelidos, derrotaram o exército enviado de Bagdá para ajudá-la. Zacarauai marchou para atacar as caravanas que retornavam da peregrinação a Meca. Em novembro, três caravanas foram pilhadas; os carmatas massacraram sem distinção - cerca de 20 000 teriam sido mortos só na segunda caravana - e levaram mulheres e crianças como escravos e enorme saque. Finalmente, no início de janeiro de 907, tropas califas sob Uacife ibne Sauartaquim capturaram os carmatas perto de Cadésia e os destruíram. Com essas derrotas, o movimento carmata praticamente deixou de existir no deserto da Síria, embora seus pares no Barém continuaram sendo uma ameaça ativa por várias décadas.

#### Reconquista da Síria e Egito tulúnidas

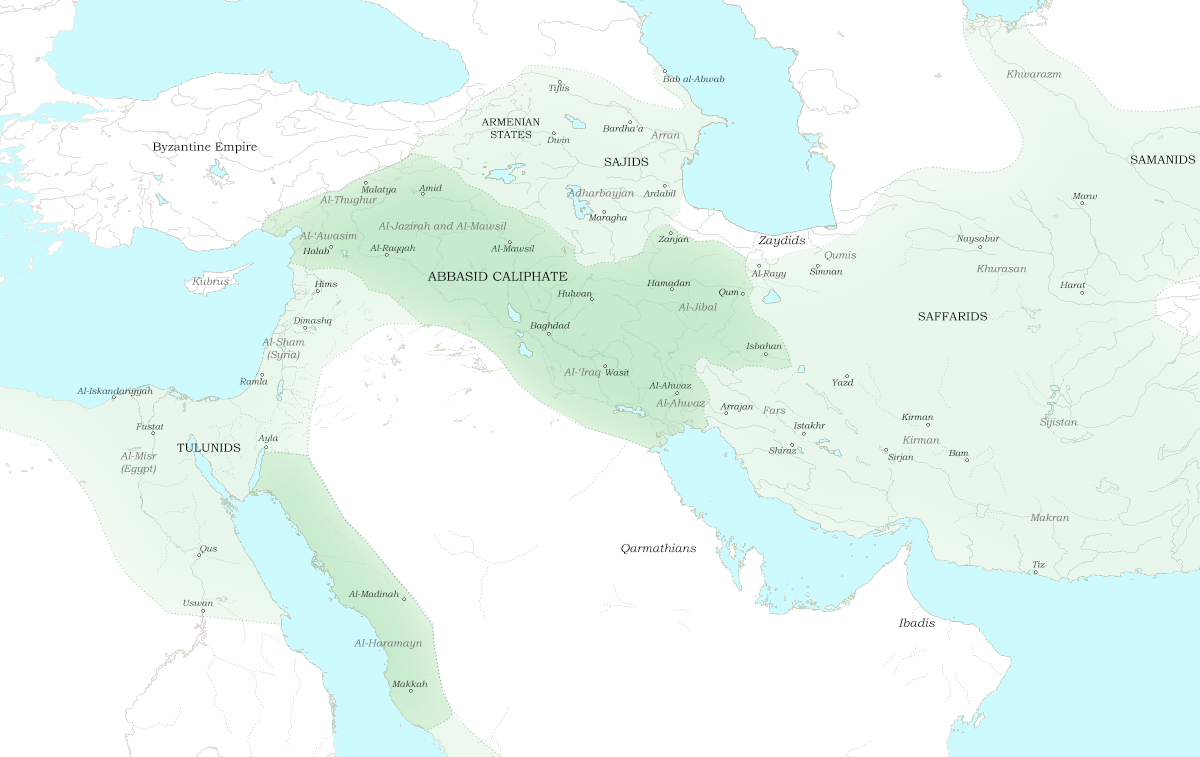
Califado Abássida em ca. 900 após as campanhas de Almutadide: as áreas sob controle direto em verde escuro; as áreas sob controle nominal em verde claro

A derrota carmata em Hama também abriu caminho aos abássidas recuperarem as províncias do sul da Síria e Egito, mantidas pelos tulúnidas. O regime tulúnida já havia sido enfraquecido pelos conflitos internos e rivalidades de vários grupos étnicos do exército, o que levou à deserção do comandante Badre Alhamami e outros oficiais superiores aos abássidas; o regime foi ainda mais enfraquecido pelos ataques destrutivos dos carmatas e sua incapacidade de lidar com eles. Em 24 de maio de 904, ibne Solimão deixou Bagdá com exército, de 10 000 homens segundo Tabari, encarregado de recuperar o sul da Síria e o Egito. A campanha deveria ser ajudada por mar pela frota dos distritos fronteiriços da Cilícia sob Damião de Tarso. Damião liderou a frota pelo Nilo, invadiu a costa e impediu que suprimentos às forças tulúnidas fossem transportados. O avanço abássida praticamente não teve oposição e, em dezembro, o emir Harune ibne Cumarauai foi morto por seus tios Ali e Xaibã. Xaibã assumiu as rédeas do Estado, mas o assassinato provocou mais deserções, incluindo o governador de Damasco, Tugueje ibne Jufe. Em janeiro, o exército abássida chegou diante de Fostate. Xaibã abandonou suas tropas à noite e a capital se rendeu. Os abássidas vitoriosos arrasaram Alcatai, fundada pelos tulúnidas, com exceção da Mesquita de Amade ibne Tulune. 
Os membros da família tulúnida e seus principais adeptos foram presos e deportados para Bagdá, enquanto suas propriedades foram confiscadas. Issa de Nuxar foi nomeado governador do Egito, mas seu mandato foi conturbado: em poucos meses, foi forçado a abandonar Fostate e fugir a Alexandria devido a uma rebelião secessionista sob um certo Ibraim Alcalanji. Ele era possivelmente a mesma pessoa que certo Maomé ibne Ali Alcalije, que também liderou uma revolta pró-tulúnida à época. Chegaram reforços de Bagdá sob Amade ibne Caigalague. Alcalanji venceu no primeiro encontro com ibne Caigalague em Alarixe em dezembro de 905, mas no fim perdeu e foi capturado em maio de 906 e levado prisioneiro para Bagdá. Em 906, Almoctafi casou-se com uma filha do segundo governante tulúnida, Cumarauai. Provavelmente era meia-irmã da famosa Catral Nada, outra filha de Cumarauai que era para se casar com ele, mas acabou se casando com o pai dele em 893.

#### Fronte bizantino

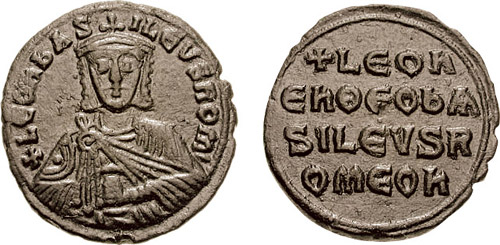
Fólis de r.

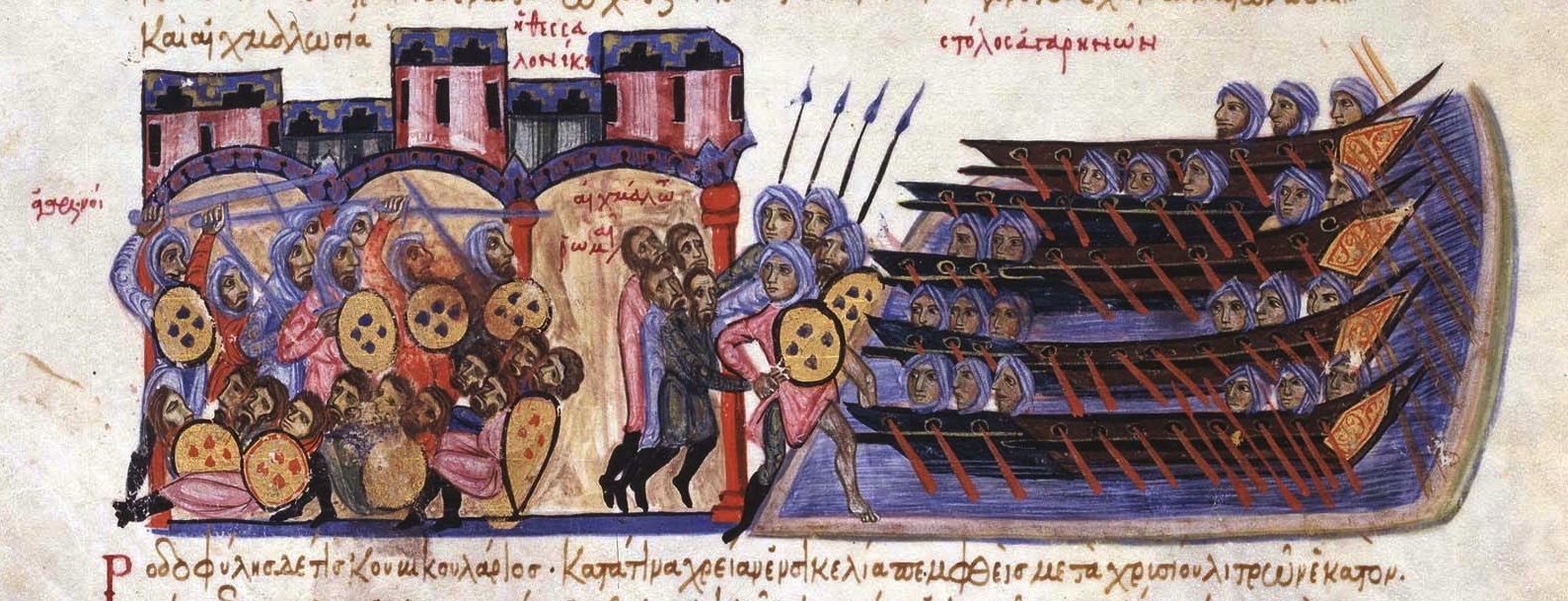
Saque de Salonica segundo iluminura no Escilitzes de Madri

Almoctafi também manteve conflito perene com o Império Bizantino, com sucesso variável. Em maio de 902, Alcacim ibne Sima Alfargani foi nomeado o comando dos distritos fronteiriços de Jazira. Em 902 ou 903, um ataque naval chegou à ilha de Lemnos, perigosamente perto da capital bizantina Constantinopla; a ilha foi saqueada e seus habitantes levados à escravidão. No entanto, em maio de 903, o recém nomeado governador de Tarso, Abul Açair Amade ibne Nácer, foi despachado para os distritos fronteiriços com presentes para imperador Leão VI, o Sábio (r. 886–912), e, em troca, enviados bizantinos chegaram a Bagdá para negociações sobre uma troca de prisioneiros. A troca finalmente ocorreu em setembro e outubro de 905, no rio Lamo, na Cilícia, mas foi interrompida porque os bizantinos renegaram nos termos acordados. Após negociações adicionais, a troca foi concluída em agosto de 908.
No verão de 904, um renegado bizantino em serviço abássida, Leão de Trípoli, liderou uma grande expedição naval de 54 navios das frotas da Síria e do Egito, cujo alvo inicial teria sido Constantinopla. A frota árabe penetrou no Dardanelos e saqueou Abidos, pois a marinha bizantina sob o drungário Eustácio Argiro relutou em enfrentá-los. Leão VI substituiu Argiro pelo mais enérgico Himério, mas Leão de Trípoli impediu os bizantinos, voltando para oeste e seguindo para a segunda cidade imperial, Salonica, que saqueou após um cerco de três dias em 31 de julho de 904. O saque da cidade trouxe à frota muçulmana um imenso espólio e muitos cativos que foram levados para serem vendidos como escravos, incluindo a testemunha ocular João Caminiata, que escreveu o relato principal do cerco e queda da cidade.
Em terra, no entanto, os bizantinos mantiveram a vantagem: Tabari relata que, na primavera / início do verão de 904, um grande exército bizantino, "dez cruzes com cem mil homens", invadiu as fronteiras e saqueou até Adata. Em novembro, possivelmente como retaliação pelo saque de Salonica, o general Andrônico Ducas invadiu o território árabe e conquistou uma grande vitória sobre as forças de Tarso e Massisa (Mopsuéstia) em Marache (Germaniceia). Sucessos adicionais se seguiram para ambos os lados, incluindo a captura bizantina de Curus (Cirro) em julho de 906, o ataque de Amade ibne Caigalague e Rustã ibne Baradu em outubro de 906, que chegou até o rio Hális e a vitória de Himério sobre uma frota árabe no dia de São Tomé, em 6 de outubro de 906. Na primavera de 907, no entanto, Andrônico Ducas e seu filho Constantino desertaram para os abássidas, vítimas das intrigas do poderoso camareiro eunuco de Leão VI, Samonas.

### Morte e legado

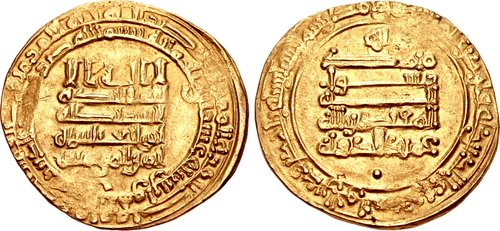
Dinar de Almoctadir r.

Almoctafi foi um governante de sucesso, "homem sensível, gourmet e apreciador dos versos de poetas como ibne Arrumi". Como escreve o historiador Harold Bowen, "o califado parecia em seus dias quase ter recuperado a antiga glória", superando o desafio carmata e recuperado o Egito e a Síria. Suas políticas fiscais, baseadas nas de seu pai, também garantiram prosperidade e um tesouro completo, apesar da drenagem e devastação da guerra contínua. Ele, no entanto, tinha saúde frágil desde a infância; estava gravemente doente há algum tempo antes de sua morte e pode ter ficado doente por grande parte de seu reinado. Como resultado, a questão da sucessão foi deixada sem solução. O vizir Alabas ibne Haçane de Jarjaraia falou aos principais funcionários da burocracia sobre o assunto - um ato sem precedentes que demonstrava o monopólio do poder agora exercido pelos burocratas civis. Maomé ibne Daúde Aljarrá favoreceu o experiente e capaz príncipe abássida Abedalá ibne Almutaz, mas o vizir acabou seguindo o conselho de Ali ibne Alfurate, que sugeriu Jafar, o irmão de 13 anos de Almoctafi, com o argumento de que seria fraco, flexível e fácil de ser manipulado pelos altos funcionários. A escolha de Jafar, que se tornou o califa Almoctadir (r. 908–932), foi, nas palavras do historiador Hugh N. Kennedy, "um desenvolvimento sinistro" e inaugurou um "dos reinados mais desastrosos de todo a história abássida [...] um quarto de século em que todo o trabalho dos antecessores de [Almoctadir] seria desfeito".
Almoctafi parece ter se recuperado apenas o suficiente para sancionar a indicação de seu irmão, antes de morrer em 13 de agosto de 908. [b] Como seu pai, foi enterrado no palácio do taírida Maomé ibne Abedalá ibne Tair. Sua morte marcou o "ponto alto do avivamento abássida" liderado por seu pai e avô. Nos próximos 40 anos, o califado enfrentaria uma sucessão de lutas pelo poder e perderia suas províncias periféricas para dinastas locais ambiciosos; com a ascensão de ibne Raique ao posto de emir de emires em 936, os califas se tornaram meros títeres, e Bagdá seria finalmente capturada pelos xiitas buídas em 946.